# بطريق آديلي
بطريق آديلي Pygoscelis Adeliae (بالإنجليزية: Adélie Penguin)‏ هو من أكثر أنواع البطاريق شيوعاً في القطب الجنوبي، ومن أكثر الأنواع التي تدرس من قبل العلماء للتعرف على خصائصها. سمي بطريق آديلي بهذا الاسم نسبة إلى زوجة المستكشف الفرنسي، الأدميرال دورمونت دي أورفيل.

## المواصفات
يعتبر بطريق آديلي من أصغر أنواع البطاريق حجماً، حيث يصل معدل طوله إلى ما يقارب 60 سم، ومعدل حجمه 4.5 كجم. يتميز هذا النوع بوجود حلقة بيضاء حول عينيه، وبمنقار أحمر اللون ذو طرف أسود، ويتغذى بشكل أساسي على الكريل والأسماك. يستطيع بطريق آديلي الغوص لأعماق كبيرة تصل إلى 500 متر للحصول على الغذاء، لكنه في العادة يغوص لمسافات أقل.

## الانتشار
ينحصر انتشار بطريق آديلي في النصف الجنوبي من الكرة الأرضية، ويكثر عند سواحل أنتاركتيكا أو القطب الجنوبي. يوجد حوالي 2.5 مليون أزواج من بطاريق آديلي، وعادة ما تكون مجموعات على الجزر والشواطيء، ويعتبر هو النوع الوحيد إلى جانب البطريق الإمبراطور، الذي ينحصر انتشاره وتكاثره في إقليم القطب الجنوبي.

## التكاثر

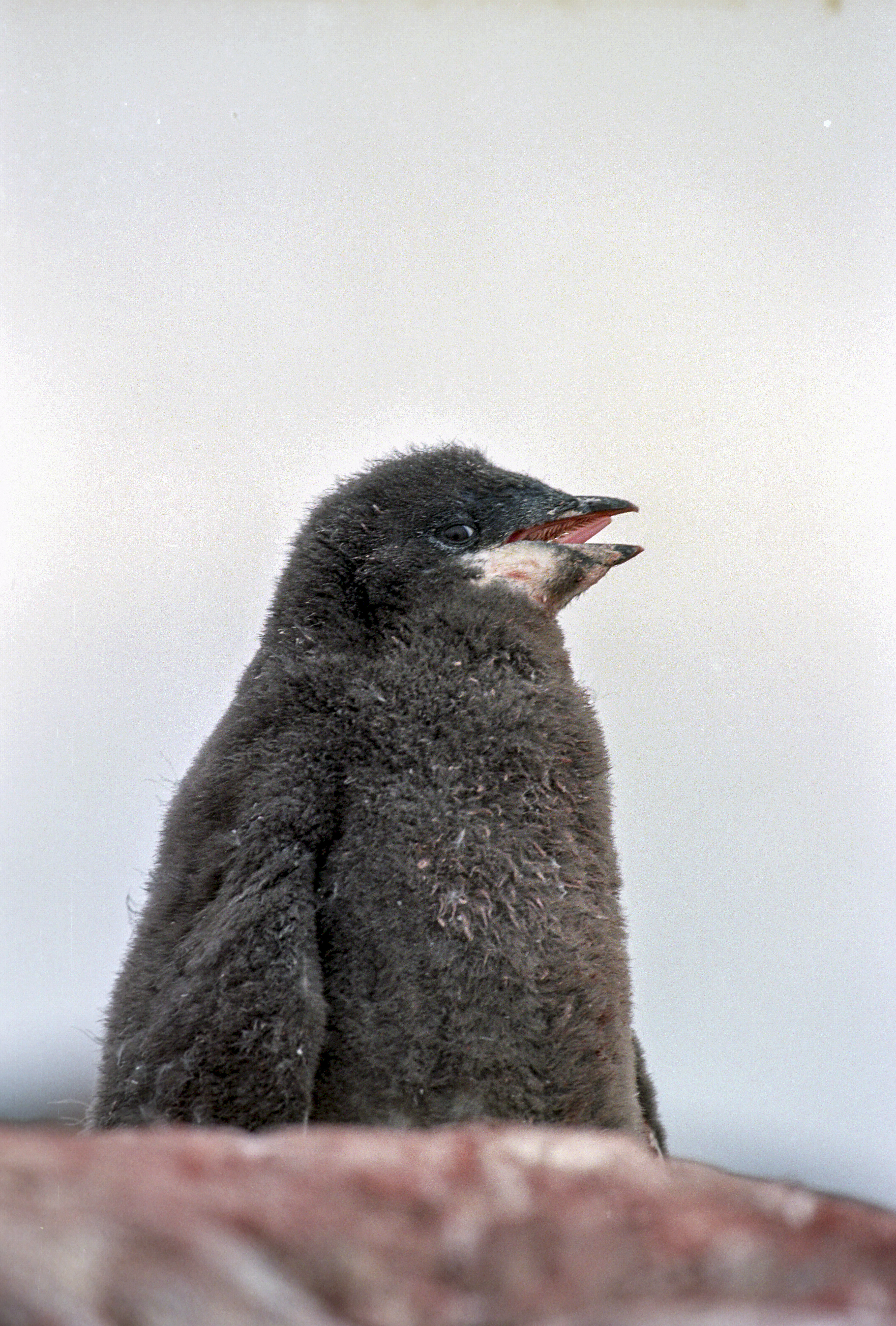
بطريق آديلي صغير مغطى بزغب بني قاتم

يبني بطريق آديلي عشاً صخرياً على هيئة تلة صغيرة مكونة من الحصى، الذي يتم نفله بواسطة مناقير هذه الطيور ثم رميها في مكانها. خلال موسم التكاثر ، يكثر التنافس على المناطق العليا الأكثر جفافاً لبناء الأعشاش، قما قد يلجأ بعض الأفراد إلى سرقة الحصى والصخور الصغيرة من الأعشاش المجاورة لبناء أعشاشهم الخاصة. يضع البطريق حوالي بيضتين ذي لون أخضر مبيض، ويتناوب كلاً من الأنثى والذكر على رعاية البيوض، لكن ترجع الأنثى للبحر أولاً، فتبقى البيوض في رعاية الذكور لمدة عشرة أيام تقريباً بينما تتغذى الأنثى. تفقس البيوض بعد 35 يوماً تقريباً.

## الأعداء
تشكل الفقمات النمرية التهديد الرئيسي لبطريق آديلي في البحر، والتي تبقى عادة متخفية تحت الصخور البارزة لاقتناص البطاريق. كذلك، تقوم بعضاً من هذه البطاريق ببناء أعشاشها في منتصف المجموعة لحمايتها من طيور السكوا.